# Plocama rosea
Plocama rosea är en måreväxtart som först beskrevs av William Botting Hemsley och James Edward Tierney Aitchison, och fick sitt nu gällande namn av Maria Backlund och Mats Thulin. Plocama rosea ingår i släktet Plocama och familjen måreväxter. Inga underarter finns listade i Catalogue of Life.